# Électrooculographie
Pour les articles homonymes, voir EOG.

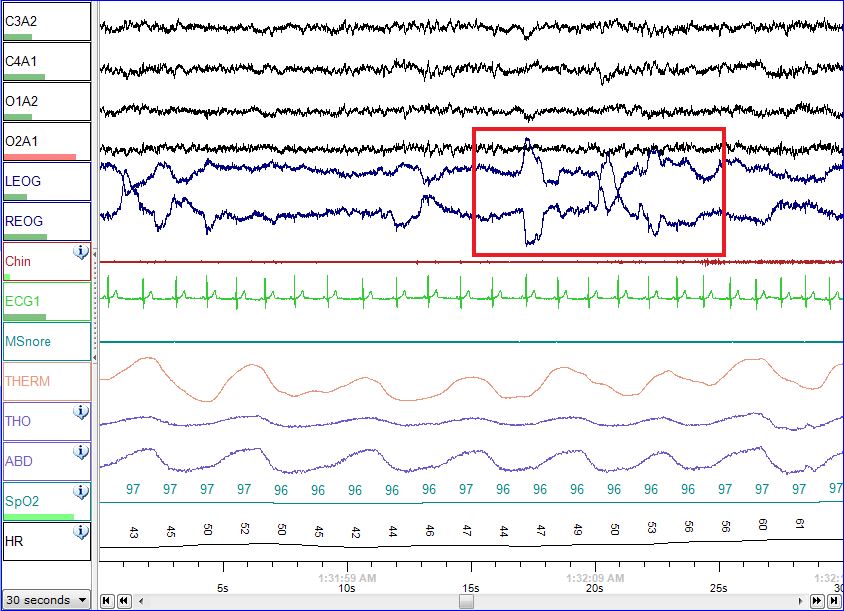
Électrooculogrammes pour l’œil gauche (LEOG) et l’œil droit (REOG) pour la période de sommeil paradoxal.

Une électrooculographie (EOG) est un examen médical dont le but est d'enregistrer le potentiel de repos de l'œil.
Elle consiste à enregistrer l'amplitude moyenne du potentiel au repos entre la cornée et la rétine lors de l'adaptation à l'obscurité légère quand les yeux tournent à une distance standard vers la droite ou la gauche. C'est une différence de potentiel stable entre l'avant (positif) et l'arrière (négatif) de l'œil. Le signal obtenu est appelé l'électrooculogramme.
Les applications principales sont le diagnostic ophtalmologique et l'enregistrement des mouvements oculaires. Contrairement à l'électrorétinogramme, l'EOG ne mesure pas la réponse aux stimuli visuels individuels. L'augmentation du potentiel avec l'adaptation à la lumière est employée pour évaluer l'état de l'épithélium pigmentaire rétinien.
Pour mesurer le mouvement des yeux, des paires d'électrodes sont généralement placées au-dessus et en dessous de l'œil ou à gauche et à droite de l'œil. Si l'œil se déplace de la position centrale vers l'une des deux électrodes, cette électrode détecte un potentiel plus élevé du fait du rapprochement de la rétine alors que l'électrode opposée voit un potentiel en baisse. Par conséquent, une différence de potentiel se produit entre les électrodes. En supposant que le potentiel de repos est constant, le potentiel enregistré est une mesure de la position de l'œil.

## Diagnostic ophtalmologique
L'EOG est utilisé pour évaluer la fonction de l'épithélium pigmentaire. Lors de l'adaptation à l'obscurité, le potentiel de repos diminue légèrement et atteint un minimum (« creux sombre ») après 8 à 10 minutes. Lorsque la lumière est allumée, une augmentation substantielle du potentiel de repos se produit (« pic de lumière »), qui diminue au bout de quelques minutes lorsque la rétine s'adapte à la lumière. Le rapport des tensions (c'est-à-dire le l'intensité du pic de lumière divisée par celle du creux sombre) est connu sous le nom de rapport d'Arden. En pratique, la mesure est similaire aux enregistrements de mouvements oculaires (voir ci-dessus). Le patient est invité à changer la position des yeux à plusieurs reprises entre deux points (en alternant les mouvements du centre vers la gauche et du centre vers la droite). Étant donné que ces positions sont identiques, un changement du potentiel enregistré provient d'un changement du potentiel de repos.
La réponse lumineuse est affectée dans les troubles diffus de l'épithélium pigmentaire rétinien ou de la couche photoréceptrice de la rétine. En général ces troubles (dysfonctionnement des bâtonnets, maladies atrophiques et inflammatoires choriorétiniennes) affectent aussi l'électrorétinogramme (ERG) mais dans le cas de la dystrophie maculaire vitelliforme de Best (DMVB), l'ERG reste normal alors qu'à l'EOG on observe une diminution du rapport d'Arden.